# Bahía Reina Maud
La bahía Reina Maud o Ensenada Balcarce (según la toponimia argentina) (en inglés: Queen Maud Bay) (54°14′S 37°23′O / -54.233, -37.383) es una bahía en forma de "V" de 4 kilómetros de ancho en la entrada, situada inmediatamente al norte de la península Núñez a lo largo de la costa sur de la isla San Pedro. Aproximadamente fue trazado en 1819 por una expedición rusa bajo Bellingshausen, que fue nombrado antes de 1922 por Maud de Gales, esposa del rey Haakon VII de Noruega (homenajeado en otra bahía), probablemente por los balleneros noruegos que frecuentaban estas costas.